# Spitzberg (Burgkunstadt)

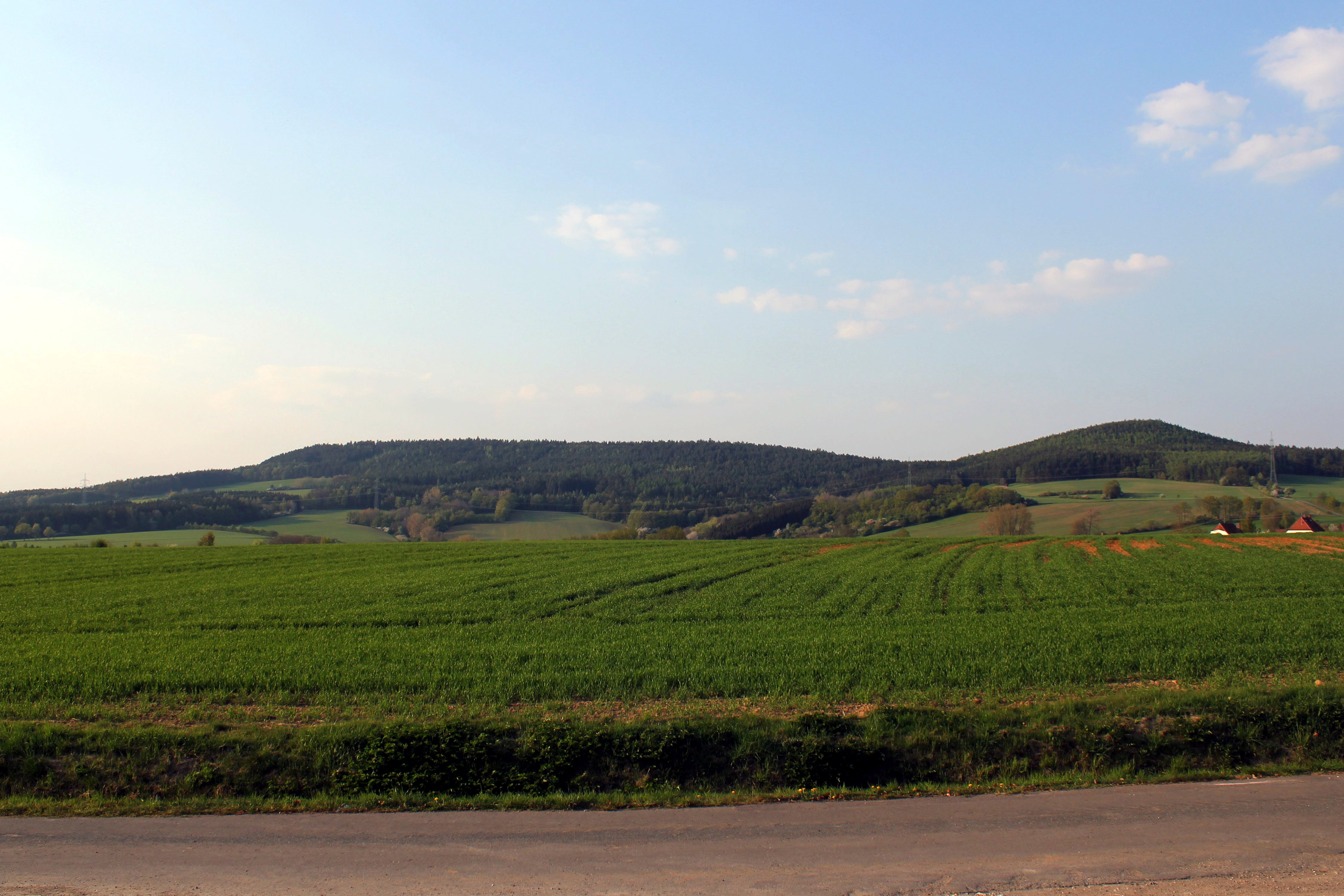
Der Bergrücken nördlich von Kirchlein und Mainroth mit Rainberg, Soldatengraben und Spitzberg (v.l.n.r)

Der Spitzberg ist ein 521 m ü. NHN hoher Berg auf der Kirchleuser Platte im Obermainischen Hügelland bei Gärtenroth. Er stellt den höchsten Punkt im Stadtgebiet von Burgkunstadt dar.
Der Spitzberg erhebt sich, vergleicht man die beiden amtlichen Höhenangaben, 138,2 m über den Burgkunstadter Ortsteil Gärtenroth. Die Dominanz zum nächsthöheren Berg, dem Rainberg bei Küps, beträgt 1,24 km. Die Schartenhöhe zum Soldatengraben, der zwischen dem Rainberg und dem Spitzberg liegt, beträgt 48 m.

## Sonstiges
Im Buch Spitzberch: Frankenkrimi von Jacqueline Reese spielt der Berg eine große Rolle, deshalb ist der Roman in einer an das Fränkische angelehnten Schreibweise, nach dem Berg betitelt.